# Globos de Ouro 2013

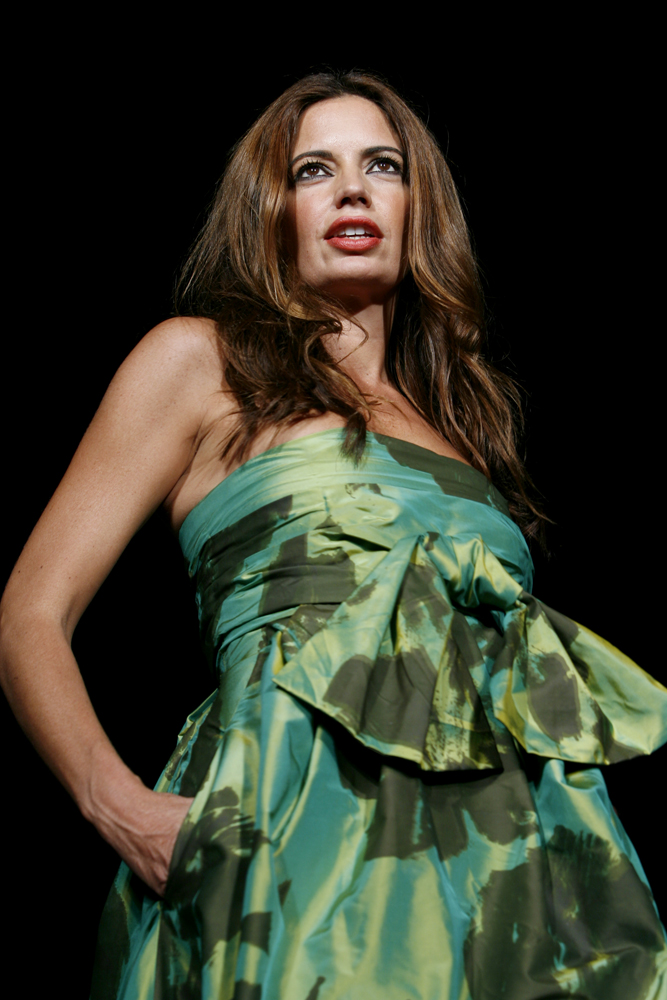
Moderatorin Bárbara Guimarães

Die 18. Verleihung des Globo de Ouro fand am 19. Mai 2013 im Coliseu dos Recreios in Lissabon statt. Der Gala-Abend wurde von Bárbara Guimarães moderiert. Als Ehrengäste waren u. a. die brasilianischen Schauspieler Débora Falabella und Murilo Benício zu Gast, die einige Preise übergaben.

## Zuschauer
Die Sendung wurde vom mitveranstaltenden Fernsehkanal SIC übertragen, von 21:58 Uhr bis 1:21 Uhr. Zeitgleich lief eine Ausscheidungs-Sendung der portugiesischen Big Brother-Prominentenstaffel im Konkurrenzkanal TVI.
Zu Beginn der Globos de Ouro-Gala sahen etwa 1.297.000 Zuschauer die Preisverleihung, was einen Marktanteil von 32 % ausmacht. Um 22:56 Uhr machten 2.014.000 Zuschauer die Globos de Ouro vorübergehend zur meistgesehenen Sendung des Tages.

## Auszeichnungen nach Kategorien
Den Globo de Ouro, für Leistungen im Jahr 2012, erhielten im Jahr 2013 folgende Persönlichkeiten:

### Kino
- Bester Film: Tabu – Eine Geschichte von Liebe und Schuld von Miguel Gomes (Regisseur), Sandro Aguilar und Luís Urbano (Produzenten)
- Beste Schauspielerin: Dalila Carmo
- Bester Schauspieler: Nuno Lopes

### Sport
- Bester Sportler: Emanuel Silva und Fernando Pimenta
- Bester Sportlerin: Ana Dulce Félix
- Bester Trainer: José Mourinho

### Mode
- Bestes weibliches Model: Sharam Diniz
- Bestes männliches Model: Gonçalo Teixeira
- Bester Designer: Nuno Baltazar

### Theater
- Beste Schauspielerin: Maria Rueff
- Bester Schauspieler: Henrique Feist
- Beste Aufführung:  Três dedos Abaixo do Joelho

### Musik
- Bester Einzelinterpret: Carminho
- Beste Gruppe: Expensive Soul
- Bestes Lied: Desfado – Ana Moura

### Entdeckung des Jahres (Publikumspreis)
- Victória Guerra (Schauspielerin)

### Lebenswerk
- Professor Mário Moniz Pereira